# 564 Dudu
564 Dudu
564 Dudu là một tiểu hành tinh ở vành đai chính. Nó được Paul Götz phát hiện ngày 9.5.1905 ở Heidelberg và được đặt theo tên Dudu, nhân vật trong tiểu thuyết triết lý Also sprach Zarathustra của Friedrich Nietzsche.